# ردمان (الطويلة)

تعديل مصدري - تعديل

ردمان هي إحدى قرى عزلة الغربي بمديرية الطويلة التابعة لمحافظة المحويت، بلغ تعداد سكانها 401 نسمة حسب تعداد اليمن لعام 2004.